# Liste der Kulturdenkmale in Dachwig

Die Liste der Kulturdenkmale in Dachwig enthält die Kulturdenkmale, die am 29. Juni 2023 in der Denkmallisten der unteren Denkmalschutzbehörde des Landkreises Gotha zur Gemeinde Dachwig verzeichnet waren.

## Legende
- Bild: zeigt ein Bild des Kulturdenkmals und gegebenenfalls einen Link zu weiteren Fotos des Kulturdenkmals im Medienarchiv Wikimedia Commons
- Bezeichnung: Name, Bezeichnung oder die Art des Kulturdenkmals
- Lage: Wenn vorhanden Straßenname und Hausnummer des Kulturdenkmals; Grundsortierung der Liste erfolgt nach dieser Adresse. Der Link Karte führt zu verschiedenen Kartendarstellungen und nennt die Koordinaten des Kulturdenkmals.
 Kartenansicht, um Koordinaten zu setzen – in dieser Kartenansicht sind Kulturdenkmale ohne Koordinaten mit einem roten bzw. orangen Marker dargestellt und können in der Karte gesetzt werden. Kulturdenkmale ohne Bild sind mit einem blauen bzw. roten Marker gekennzeichnet, Kulturdenkmale mit Bild mit einem grünen bzw. orangen Marker.
- Datierung: gibt das Jahr der Fertigstellung beziehungsweise das Datum der Erstnennung oder den Zeitraum der Errichtung an
- Beschreibung: bauliche und geschichtliche Einzelheiten des Kulturdenkmals, vorzugsweise die Denkmaleigenschaften
- ID: Die ID identifiziert das Kulturdenkmal eindeutig. In Thüringen sind aktuell keine IDs veröffentlicht. In der ID-Spalte kann sich auch folgendes Icon  befinden, dies führt zu Angaben zu diesem Kulturdenkmal bei Wikidata.

## Einzeldenkmale
| Bild                                    | Bezeichnung                                   | Lage                    | Datierung | Beschreibung | ID |
| --------------------------------------- | --------------------------------------------- | ----------------------- | --------- | --- | -- |
| weitere Bilder Fotos hochladen          | Kirche Sankt Petri                            | Kirchstraße 15 (Karte)  | 1863      | Im 12. Jahrhundert bestand eine St.-Sebastian-Kapelle. 1525 war Johann Spinler erster evangelischer Pfarrer in Dachwig. 1862 wurde die Kirche abgerissen und 1863 ein Neubau an alter Stelle errichtet. 1943 wurde die große Glocke für Kriegszwecke eingeschmolzen. 1963 erfolgte eine umfangreiche Renovierung. |    |
| Fotos hochladen                         | ehemaliges Bauernhaus, seit 2001 Heimatmuseum | Lange Straße 27 (Karte) | 1802      | traufständiger Fachwerkbau, 1984 durch Elsbeth Martin der Gemeinde gestiftet, seit 2001 vom neugegründeten „Dachwiger Heimat- und Museumsverein e. V.“ betrieben. Gewölbekeller als Versammlungsraum genutzt. |    |
| Fotos hochladen                         | Niedermühle Dachwig                           | Lange Straße 57 (Karte) | 1847      | Vierseithof mit einer ehemals vom Jordanbach betriebenen Getreidemühle, seit 1995 unter Denkmalschutz, heute Technisches Museum, eine Gaststätte mit Pension und eine Betriebswohnung. 2014 nach Restaurierung als „Hotel & Restaurant Mühlenhof Bosse“ wiedereröffnet.                                           |    |
| BW                                      | Hofanlage                                     | Herrengasse 12 (Karte)  |           | Hofanlage |    |
| BW                                      | Hofanlage                                     | (Karte)                 |           | Hofanlage |    |
| BW                                      | Wohnhaus einer ehemaligen Hofanlage           | Kirchstraße 29 (Karte)  |           | zweigeschossiges Wohnhaus einer ehemaligen Hofanlage, Nebengebäude vor 2013 abgerissen. |    |
| BW                                      | Dorfmuseum                                    | Lange Straße 27 (Karte) |           | Ehemalige Hofanlage, Wohnhaus heute Dorfmuseum |    |
| BW                                      | Keller der ehemaligen Gemeindeschänke         | Lange Straße 42 (Karte) |           | Keller der ehemaligen Gemeindeschänke |    |
| Direkt Bild zu diesem Denkmal hochladen | Brücke                                        | Lange Straße            |           | Brücke |    |

## Denkmalensembles
| Bild | Bezeichnung   | Lage                      | Datierung | Beschreibung  | ID |
| ---- | ------------- | ------------------------- | --------- | ------------- | -- |
| BW   | Scheunenreihe | Herrengasse 10-13 (Karte) |           | Scheunenreihe |    |

## Potentielle Kulturdenkmale
Bei Wikimedia Commons gibt es Abbildungen weiterer Gebäude, an deren Erhaltung aus geschichtlichen, künstlerischen, wissenschaftlichen, technischen, volkskundlichen oder städtebaulichen Gründen sowie aus Gründen der historischen Dorfbildpflege ein möglicherweise ein öffentliches Interesse gem. § 2 ThürDSchG besteht und die daher möglicherweise bereits als Kulturdenkmale gelistet sind oder deren Aufnahme in die Denkmalliste geplant ist.

| Bild            | Bezeichnung                                  | Lage                   | Datierung | Beschreibung                                        | ID |
| --------------- | -------------------------------------------- | ---------------------- | --------- | --------------------------------------------------- | -- |
| Fotos hochladen | zweigeschossiges Wohnhaus                    | Kirchplatz 4 (Karte)   |           | zweigeschossiges Fachwerk-Bauernhaus mit Durchfahrt |    |
| Fotos hochladen | Zweigeschossiges Wohnhaus                    | Kirchstraße 12 (Karte) |           | Zweigeschossiges Fachwerk-Wohnhaus                  |    |
| Fotos hochladen | zweigeschossiges Fachwerkhaus                | Kirchstraße 13 (Karte) |           | zweigeschossiges Fachwerkhaus                       |    |
| Fotos hochladen | zweigeschossiges Fachwerkhaus mit Durchfahrt | Kirchstraße 17 (Karte) |           | zweigeschossiges Fachwerkhaus mit Durchfahrt        |    |
| Fotos hochladen | zweigeschossiges Fachwerkhaus                | Kirchstraße 18 (Karte) |           | zweigeschossiges Fachwerkhaus                       |    |
| Fotos hochladen | zweigeschossiges Fachwerkhaus mit Durchfahrt | Kirchstraße 19 (Karte) |           | zweigeschossiges Fachwerkhaus mit Durchfahrt        |    |